# Горчаков, Виктор Васильевич
Ви́ктор Васи́льевич Горчако́в (род. 11 ноября 1940, Артём, Приморский край) — российский политик и учёный, председатель Законодательного Собрания Приморского края (2006—2011, 2012—2016). Доктор технических наук (1999).

## Биография
Родился 11 ноября 1940 г. в городе Артёме Приморского края, здесь же с серебряной медалью окончил среднюю школу.
В 1962 г. окончил физико-математический факультет ДВГУ по специальности «физик». Кандидатскую диссертацию защитил в Объединённом институте ядерных исследований в Дубне; стажировался в институте теоретической физики имени Нильса Бора Копенгагенского университета (1967—1968 гг.), в институте ядерных исследований Токийского университета (1975 г.).
С 1962 по 1988 год работал в ДВГУ: ассистент, старший преподаватель, доцент, заведующий кафедрой ядерной и статистической физики Дальневосточного государственного университета, декан физического факультета, с 1976 года — ректор. Научная специализация: проблемы квантовой механики тел в применении к теории ядра и теории молекул, информационные технологии и управление знаниями. Более 70 научных публикаций, в том числе в журналах «Nuclear Physics» и «Progress of Theoretical Physics».
С 1988 по 1991 год — секретарь Приморского крайкома КПСС.
С 1992 по 1996 год — начальник кафедры физики Дальневосточной государственной морской академии.
С 1996 по 2001 год — начальник Владивостокского филиала Российской таможенной академии.
С 2001 по 2003 год — руководитель департамента международного сотрудничества администрации Приморского края.
С 2003 по 2006 год — вице-губернатор Приморского края по международным связям.
С 2006 по 2011 год — председатель Законодательного Собрания Приморского края 4-го созыва. Член партии «Единая Россия», состоял в региональном политическом совете Приморского отделения партии, в июне 2011 года на отчётно-выборной конференции отделения был исключён из политического совета. По мнению прессы, тогдашний губернатор Приморского края С. М. Дарькин старался избавиться от независимых фигур в региональном отделении партии.
С 2011 года — депутат Законодательного Собрания Приморского края 5-го созыва, председатель Комитета по экономической политике и собственности. После возбуждения уголовного дела против председателя ЗСПК 5-го созыва Е. А. Овечкина и отставки последнего по собственному желанию 30 мая 2012 года вновь избран председателем ЗСПК.
С 2010 по 2012 год — заведующий кафедрой мировой экономики и экономической теории Владивостокского государственного университета экономики и сервиса. С 1 февраля 2012 года возглавил Научно-аналитический центр международного партнёрства со странами АТР Школы региональных и международных исследований Дальневосточного федерального университета.
Действительный член Международной академии информатизации (1998). Почётный член Общества изучения Амурского края (2015). Имеет звание генерал-майора таможенной службы. Лауреат Премии Правительства РФ (2000). Награждён медалью «За доблестный труд» (1970), орденом «Знак Почёта» (1981), медалью ГТК РФ «За усердие» (2001), орденом Дружбы (2010), почётным знаком «Почётный гражданин Приморского края» (2020).